# Ponderosa Pines
Ponderosa Pines – jednostka osadnicza w Stanach Zjednoczonych, w stanie Montana, w hrabstwie Gallatin.